# Тумала
Ту́мала — деревня в волости Сааремаа уезда Сааремаа, Эстония.
До административной реформы местных самоуправлений Эстонии 2017 года входила в состав волости Ориссааре (упразднена).

## География и описание
Расположен в  км к  от волостного и уездного центра — города Курессааре. Высота над уровнем моря — 11 метров.
На территории деревни расположена часть природоохранной зоны Тумала, созданной в 2006 году для защиты мест произрастания болиголова, сухих лугов с известковой почвой (важные районы произрастания орхидей), лесных пастбищ и лесолугов, а также для защиты венерина башмачка и мест произрастания диких яблонь.
Климат умеренный. Официальный язык — эстонский. Почтовый индекс — 94639.

## Население
По переписи населения 2021 года, в Тумала насчитывалось 24 жителя, все — эстонцы.
По данным переписи населения 2011 года, в деревне проживал 31 человек, также  все — эстонцы.
Численность населения деревни Тумала по данным переписей населения:
| Год  | 1959 | 1970 | 1979  | 1989 | 2000 | 2011 | 2021 |
| ---- | ---- | ---- | ----- | ---- | ---- | ---- | ---- |
| Чел. | 98   | ↘ 63 | ↗ 100 | ↘ 69 | ↘ 38 | ↘ 31 | ↘ 24 |

## История
Впервые упомянута в источниках 1495 года (Thomal).
В 1495 году магистр рыцарского ордена пожаловал в ленное пользование земли современных эстонских деревень Тумала, Аристе, Сайкла, Рахула и Ридала Хейнриху Шольману (Heinrich Scholmann). В середине XVI века на этих землях была основана мыза Томель (нем. Thomel, Тумала, эст. Tumala mõis), которую в 1647 году ещё более расширили. В 1920-х годах, после земельной реформы, на землях мызы возникло поселение Тумала, в 1977 голу получившее официальный статус деревни. 

Советский памятник на братской могиле павших во II мировой войне в Тумала. Демонтирован в 2023 году

В советское время деревня относилась к колхозу «Ориссааре». Здесь работала начальная школа.
В 1949 году на расположенной на территории деревни Тумала братской могиле советских воинов, павших в Великой Отечественной войне (исторический памятник с 1997 до 2023 года ) был установлен памятник с надписью «1941—1945 Бойцам Советской армии, павшим в Великой Отечественной войне». Согласно советским документам, здесь захоронено 78 человек, все имена известны. Могила находится на кладбище Сайкла-Нымме; сюда 12 июля 2023 года, в период кампании по демонтажу и замене советских военных памятников, были перезахоронены 287 останков советских воинов из других могил волости Сааремаа. В опубликованном 30 ноября 2022 года протоколе рабочей группы по советским памятникам при Госканцелярии Эстонии этот памятник не числится, соответственно, признания его «красным монументом», подлежащим демонтажу, сделано не было. Решение о судьбе памятника приняли волостные власти: он был демонтирован летом 2023 года и заменён на т. н. «нейтральный»: плита с надписью на эстонском языке «Жертвы Второй мировой войны» (См. Список советских военных памятников Эстонии).

## Комментарии
1. ↑  Эстонские топонимы, оканчивающиеся на -а, не склоняются и не имеют женского рода (исключение — Нарва)[7].